# Benedikt Pliquett
Benedikt Pliquett, född 20 december 1984 i Hamburg, är en tysk fotbollsspelare som för närvarande spelar i FC St. Pauli i tyska 2. Bundesliga.